# (74345) 1998 VY45
(74345) 1998 VY45 – planetoida z pasa głównego asteroid okrążająca Słońce w ciągu 4,41 lat w średniej odległości 2,69 j.a. Odkryta 15 listopada 1998 roku.